# Microtelèfon

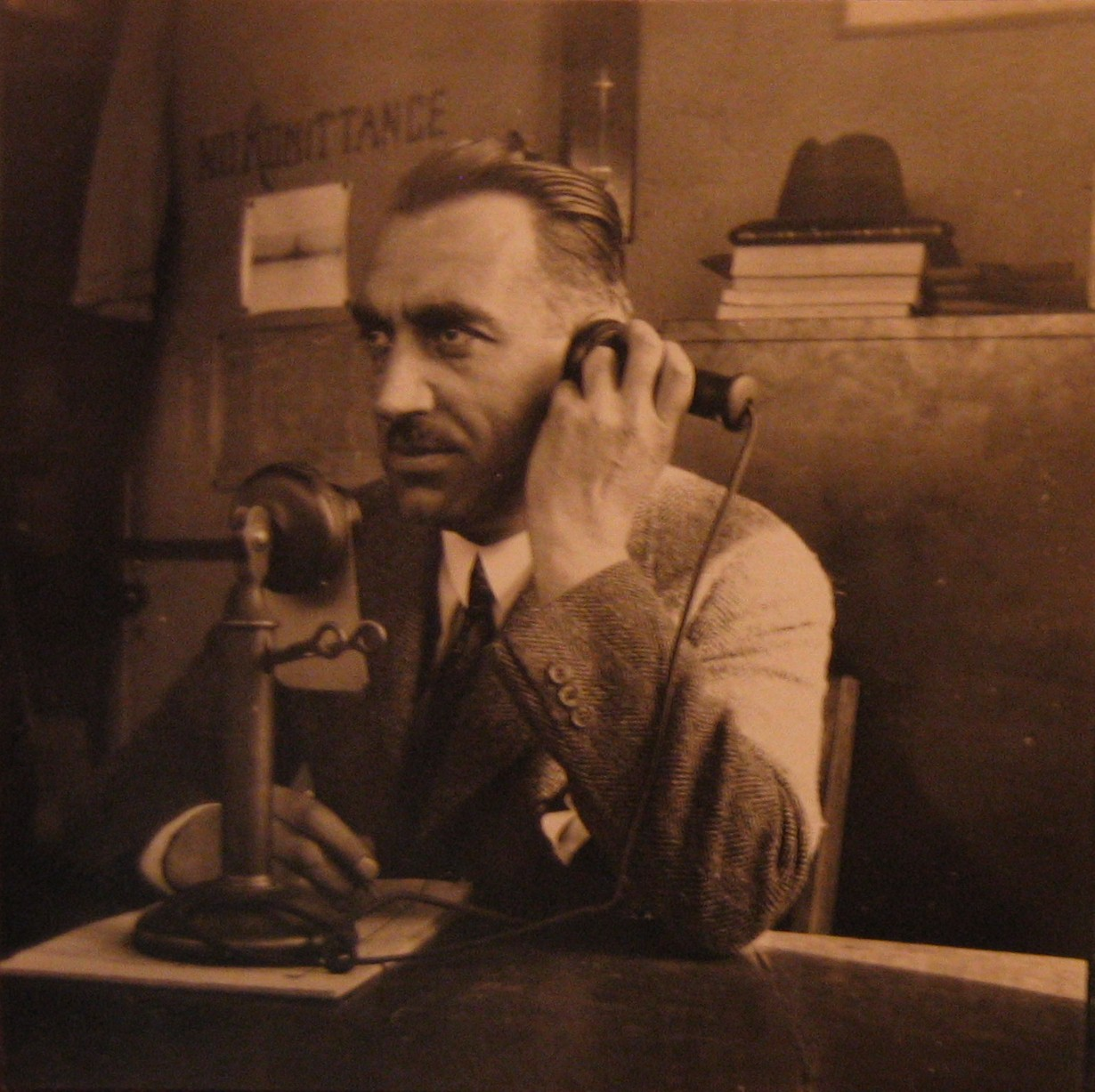
Telèfon de canelobre de principis del segle XX

En un telèfon, el microtelèfon és un dispositiu on van instal·lats un micròfon i un auricular, que l'usuari sostén entre l'orella i la boca per poder parlar per un extrem i escoltar el so de la línia per l'altre extrem. Els microtelèfons d'avui dia generalment comprenen tant l'auricular com el micròfon i, alguns models fins i tot el disc de marcar. En els primers telèfons, en canvi, el micròfon estava muntat directament sobre el propi telèfon, que sovint es fixava a la paret a una altura convenient per poder parlar, o estava a l'extrem superior d'una mena de canelobre. Els auriculars dels telèfons rebien el nom de receptors, un terme que s'aplica sovint als microtelèfons d'avui dia.

## Evolució

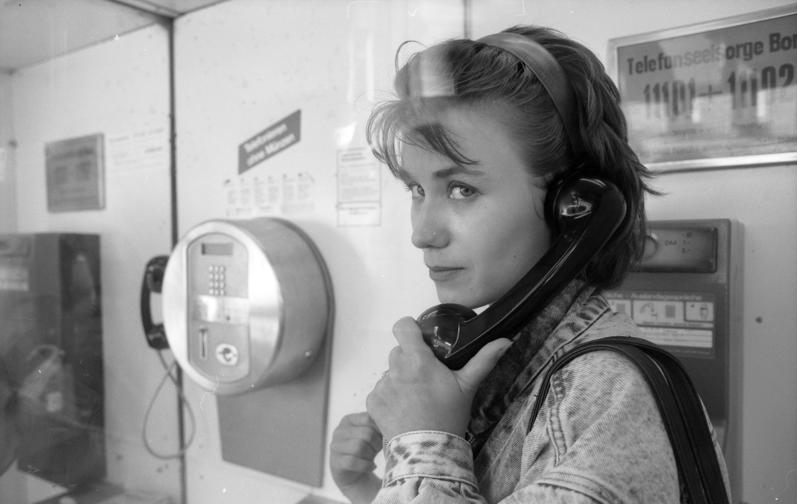
Utilitzant un microtelèfon

Fins a l'adveniment del telèfon sense fils, el microtelèfon normalment estava connectat a la unitat base, mitjançant un cable bastant flexible (els més moderns són de tipus helicoidal).
En el cas d'un telèfon mòbil antic, la unitat sencera és un transceptor de ràdio que es comunica amb la xarxa cel·lular través d'un repetidor que actua com a estació base exterior. Alguns telèfons mòbils antics instal·lats en cotxes, camions i autobusos semblaven un telèfon de la llar, excepte que la seva base estava generalment fixada a l'interior del vehicle.

## Galeria
|  |  |  |  |
|  |  |  |  |